# Teofilo Spasojević
Teofilo Spasojević (cyrillique : Teoфилo Cпacojeвић) (né le 21 janvier 1909 à Belgrade et mort le 28 février 1970 à Belgrade en Yougoslavie) était un joueur de football yougoslave international.

## Biographie
Joueur arrière gauche, il était réputé pour sa classe, son élégance, et son fair-play.
Il commença à jouer dans l'équipe jeune du SK Jugoslavija avant de rejoindre l'équipe A en 1929, où il joue jusqu'en 1935, en compagnie de Milutin Ivković, dont la paire est considérée comme le meilleur duo de défenseurs du football yougoslave d'avant-guerre. Il joue en tout 110 matchs avec le club.
Il ne joue que deux matchs avec l'équipe du royaume de Yougoslavie, et fait ses débuts lors d'une défaite 3-1 contre la Roumanie le 6 mai 1928. Il participe à la coupe du monde de football 1930 en Uruguay, mais ne joue aucun match. Son dernier match est lors d'un amical à Buenos Aires contre l'Argentine le 3 août 1930 (défaite 3-1).
Après sa retraite, il obtient une licence de droit à l'université de Belgrade, et meurt à l'âge de 61 ans à l'hiver 1970.